# FA Women's Super League 1 2017-2018
La FA Women's Super League 1 2017-2018 è stata l'ottava edizione della massima divisione del campionato inglese femminile di calcio. Ha rappresentato la prima edizione con lo schema di torneo "invernale" in programma dal 22 settembre 2017 al 20 maggio 2018. Il Chelsea ha vinto il campionato per la terza volta, la seconda consecutiva. Capocannoniere del torneo è stata Ellen White, calciatrice del Birmingham City, con 14 reti realizzate.

## Stagione

### Novità
Dalla FA WSL 1 Spring Series nessuna squadra è stata retrocessa, mentre dalla FA WSL 2 è stato ammesso l'Everton, secondo classificato, andando a colmare il posto libero lasciato dal Notts County, che ha sciolto la squadra prima dell'inizio della Spring Series.

### Formula
Le 10 squadre si sono affrontate in un girone all'italiana con partite di andata e di ritorno, per un totale di 18 giornate. La squadra prima classificata è campione d'Inghilterra. Le prime due classificate sono ammesse alla UEFA Women's Champions League 2018-2019. Non sono previste retrocessioni in vista di una ristrutturazione del campionato inglese per la stagione 2018-2019.

## Squadre partecipanti
| Club            | Città               | Stadio                  | Stagione 2017          |
| --------------- | ------------------- | ----------------------- | ---------------------- |
| Arsenal         | Borehamwood         | Meadow Park             | 3º posto in FA WSL 1   |
| Birmingham City | Solihull            | Damson Park             | 7º posto in FA WSL 1   |
| Bristol City    | Filton              | Stoke Gifford Stadium   | 8º posto in FA WSL 1   |
| Chelsea         | Staines-upon-Thames | Kingsmeadow             | Campione d'Inghilterra |
| Everton         | Widnes              | Select Security Stadium | 2º posto in FA WSL 2   |
| Liverpool       | Widnes              | Select Security Stadium | 4º posto in FA WSL 1   |
| Manchester City | Manchester          | Academy Stadium         | 2º posto in FA WSL 1   |
| Reading         | High Wycombe        | Adams Park              | 6º posto in FA WSL 1   |
| Sunderland      | South Shields       | Mariners Park           | 5º posto in FA WSL 1   |
| Yeovil Town     | Yeovil              | Huish Park              | 9º posto in FA WSL 1   |

## Classifica finale
Fonte: sito ufficiale
|  | Pos. | Squadra         | Pt | G  | V  | N | P  | GF | GS | DR  |
|  | ---- | --------------- | -- | -- | -- | - | -- | -- | -- | --- |
|  | 1.   | Chelsea         | 44 | 18 | 13 | 5 | 0  | 44 | 13 | +31 |
|  | 2.   | Manchester City | 38 | 18 | 12 | 2 | 4  | 51 | 17 | +34 |
|  | 3.   | Arsenal         | 37 | 18 | 11 | 4 | 3  | 38 | 18 | +20 |
|  | 4.   | Reading         | 32 | 18 | 9  | 5 | 4  | 40 | 18 | +22 |
|  | 5.   | Birmingham City | 30 | 18 | 9  | 3 | 6  | 30 | 18 | +12 |
|  | 6.   | Liverpool       | 28 | 18 | 9  | 1 | 8  | 30 | 27 | +3  |
|  | 7.   | Sunderland      | 16 | 18 | 5  | 1 | 12 | 15 | 40 | -25 |
|  | 8.   | Bristol City    | 16 | 18 | 5  | 1 | 12 | 13 | 47 | -34 |
|  | 9.   | Everton         | 14 | 18 | 4  | 2 | 12 | 19 | 30 | -11 |
|  | 10.  | Yeovil Town     | 2  | 18 | 0  | 2 | 16 | 2  | 54 | -52 |

Legenda:
      Campione d'Inghilterra e ammessa alla UEFA Women's Champions League 2018-2019
      Ammessa alla UEFA Women's Champions League 2018-2019
Note:
Tre punti a vittoria, uno a pareggio, zero a sconfitta.

## Risultati
|                 | Ars  | Bir  | Bri  | Che  | Eve  | Liv  | Man  | Rea  | Sun  | Yeo  |
| --------------- | ---- | ---- | ---- | ---- | ---- | ---- | ---- | ---- | ---- | ---- |
| Arsenal         | –––– | 3-2  | 1-1  | 1-1  | 1-0  | 3-0  | 2-1  | 3-1  | 3-0  | 4-0  |
| Birmingham City | 3-0  | –––– | 2-0  | 0-2  | 2-1  | 4-0  | 2-0  | 1-1  | 2-0  | 3-0  |
| Bristol City    | 1-6  | 0-2  | –––– | 0-2  | 2-1  | 0-2  | 1-6  | 0-5  | 1-2  | 1-0  |
| Chelsea         | 3-2  | 2-1  | 6-0  | –––– | 1-0  | 1-0  | 0-0  | 2-2  | 2-1  | 6-0  |
| Everton         | 0-2  | 0-3  | 1-2  | 0-1  | –––– | 0-2  | 2-3  | 2-1  | 5-1  | 3-1  |
| Liverpool       | 0-3  | 1-0  | 2-0  | 2-3  | 1-1  | –––– | 1-0  | 0-3  | 3-1  | 8-0  |
| Manchester City | 5-2  | 3-1  | 4-0  | 2-2  | 3-0  | 4-0  | –––– | 0-2  | 3-0  | 5-0  |
| Reading         | 0-0  | 2-2  | 4-0  | 2-2  | 3-0  | 3-0  | 2-5  | –––– | 0-1  | 3-0  |
| Sunderland      | 0-2  | 3-0  | 1-2  | 0-6  | 1-1  | 1-4  | 0-3  | 0-2  | –––– | 2-1  |
| Yeovil Town     | 0-0  | 0-0  | 0-2  | 0-2  | 0-2  | 0-4  | 0-4  | 0-4  | 0-1  | –––– |

## Statistiche

### Classifica marcatrici
Fonte: sito ufficiale
| Gol |  |  | Giocatore           | Squadra         |
| --- |  |  | ------------------- | --------------- |
| 14  |  |  | Ellen White         | Birmingham City |
| 11  |  |  | Nikita Parris       | Manchester City |
| 10  |  |  | Bethany England     | Liverpool       |
| 9   |  |  | Remi Allen          | Reading         |
| 9   |  |  | Isobel Christiansen | Manchester City |
| 9   |  |  | Bethany Mead        | Arsenal         |
| 8   |  |  | Brooke Chaplen      | Reading         |
| 8   |  |  | Fran Kirby          | Chelsea         |
| 7   |  |  | Lauren Hemp         | Bristol City    |
| 7   |  |  | Jill Scott          | Manchester City |
| 7   |  |  | Fara Williams       | Reading         |